# Janicharis
Janicharis is een geslacht van vliesvleugeligen uit de familie Eulophidae. De wetenschappelijke naam van dit geslacht is voor het eerst geldig gepubliceerd in 2006 door Gumovsky & Delvare.

## Soorten
Het geslacht Janicharis is monotypisch en omvat slechts de volgende soort:
- Janicharis africana Gumovsky & Delvare, 2006